# Cropp (магазин)
Cropp — польська мережа магазинів молодіжного одягу, власником є LPP. Мережа налічує більше 300 магазинів в 11 країнах Європи. Штаб-квартира знаходиться у Гданську.

Перший магазин відкрився у Польщі в березні 2004, наразі там відкрито 70 магазинів. Окрім Польщі, Cropp знаходиться в Україні, Болгарії, Чехії, Німеччині, Естонії, Хорватії, Литві, Латвії, Угорщині, Румунії, Словенії і Словаччині. Також магазини Cropp, як і інші бренди компанії LPP, пішли з Росії, заявивши, що необхідні заходи для закриття магазинів у Росії завершені і вони припиняють роботу — все це через російське вторгнення в Україну у 2022 році.
"Із завтрашнього дня всі магазини брендів LPP на російському ринку будуть закриті" — йшлося на сайті компанії.
Також можлива покупка не лише в стаціонарних магазинах, а й в інтернет-магазині. В мережі можна придбати не лише одяг, але й аксесуари і взуття, яке виготовлене з екошкіри і тканини.